# East Hampton (condado de Middlesex)
East Hampton es un lugar designado por el censo ubicado en el condado de Middlesex en el estado estadounidense de Connecticut. En el año 2010 tenía una población de 2,691 habitantes.

## Geografía
East Hampton se encuentra ubicado en las coordenadas 41°34′25″N 72°29′31″O / 41.57361, -72.49194.